# West Scio
Williams es un lugar designado por el censo ubicado en el condado de Linn en el estado estadounidense de Oregón. En el año 2010 tenía una población de 120 habitantes.

## Geografía
Williams se encuentra ubicado en las coordenadas 44°42′35″N 122°52′52″O / 44.70972, -122.88111.